# Movimiento Nacional-Socialista de Chile
El Movimiento Nacional-Socialista de Chile (MNS o MNSCh), también llamado Partido Nacista, fue un partido político de influencia nazi y fascista existente en dicho país entre 1932 y 1939. Fue fundado el 5 de abril de 1932 por el abogado Jorge González von Marées (su vocero), el sociólogo y economista Carlos Keller (ideólogo principal) y el militar en retiro Francisco Javier Díaz.
En las elecciones parlamentarias de 1937, obtuvo tres diputados. En 1938 el MNS, junto a otras agrupaciones forma la Alianza Popular Libertadora (APL), y apoya la candidatura de Carlos Ibáñez del Campo. A comienzos de 1939, el MNS, se reestructuró e izquierdizó y tomó el nombre de Vanguardia Popular Socialista (VPS).

## Historia

### Inicios
El movimiento comenzó a gestarse en marzo de 1932, cuando Francisco Javier Díaz Valderrama, un militar retirado y exinspector General del Ejército, invitó a su casa al economista, sociólogo e historiador Carlos Keller, autor del controversial texto La eterna crisis chilena, donde evidenció las consecuencias sociales, políticas, económicas y morales que atravesaba la sociedad chilena luego de la crisis económica mundial producida en 1929. En la casa de Díaz también se encontraba el abogado Jorge González von Marées, quien ese día cumplía 32 años. Díaz sabía que González estaba muy interesado en acciones políticas, y le mostró una copia traducida al español por él mismo del programa del Partido Nacionalsocialista Obrero Alemán (NSDAP) de Adolf Hitler, que estaba interesado en aplicar en un partido nacionalsocialista chileno. Fue a partir de esta reunión entre Keller, González y Díaz que surgió la idea de fundar el MNS, de cuya iniciativa fue Díaz el principal impulsor, mientras que Keller y González se convirtieron en sus principales líderes.
El Movimiento Nacional-Socialista de Chile fue fundado oficialmente el 5 de abril de 1932, en una reunión realizada en el estudio profesional de González von Marées, ubicado en calle Agustinas N° 1225 en Santiago, quedando constituido por Jorge González —quien asumió como su «jefe»—, Mauricio Mena, Carlos Keller, Fernando Calvo Larraín, Luis Felipe Lazo, Juan de Dios Valenzuela y Gustavo Vargas Molinare. En aquella ocasión también se aprobó el primer programa político creado por Keller.
Inicialmente, los miembros del MNS, conocidos como nacistas, tuvieron enfrentamientos con miembros de corrientes políticas contrarias, tanto de la derecha conservadora y liberal como de grupos marxistas y estalinistas, por lo que crearon en 1933 las «Tropas Nacistas de Asalto», abreviadas TNA —inspiradas en las Sturmabteilung ('sección de asalto') o SA de la Alemania nazi—, cuya labor fundamental fue la protección y disuasión de las fuerzas atacantes; cuatro de sus militantes fallecieron en violentos enfrentamientos callejeros. 

### Organización
El MNS, al igual que los movimientos fascistas europeos, se caracterizó por una estructura organizacional jerárquica fuerte y militarizada. Tuvo como premisa principal el orden y la disciplina, siendo su autoridad máxima el «Jefe», quien era el encargado de reglamentar las orientaciones políticas, sociales y económicas del movimiento, además diseccionaba el rumbo ideológico y práctico del mismo.
Existía además, un «Consejo Nacista» (CN), consultivo del jefe, integrado por diez miembros electos por él. Otro estamento era el «Comité Directivo» (CD), formado por los directores de los seis departamentos. Los departamentos fueron:
- Departamento de Preparación (PR): se ocupaba de los fundamentos de la doctrina nacista y su divulgación por medio de folletos, conferencias y libros. Bajo su dirección se encontraba la «Biblioteca Nacista».
- Departamento de Provincias (P): dirigía los distintos núcleos nacistas del país. Su función consistía en uniformar la organización nacista en provincias, debía organizar y dirigir un “Servicio de Agentes Secretos” para la obtención de datos confidenciales a lo largo de todo el país.
- Departamento de Propaganda (PRO): debía realizar todas las actividades que se relacionaban con la difusión del MNS: folletos, conferencias, eventos, etc.
- Departamento Administrativo (A): organizaba el “Servicio de Tesorería” del movimiento. Vigilaba además, la administración de los locales nacistas y los servicios que manejaban fondos.
- Departamento de las Tropas Nacistas de Asalto (TNA): organizaba las acciones del grupo de choque. El director de este departamento sustentaba el grado de Brigadier General y era el encargado de las TNA a lo largo de todo Chile.
- Departamento de la Juventud Nacista (JNS): reunía a todos los jóvenes de entre 14 a 18 años que no cumplían con los requisitos, por razones de edad, para ser miembros activos del MNS.

### Símbolos y uniforme
El pabellón utilizado por el MNS consistía en la bandera chilena de la Patria Vieja, en honor a los próceres de la independencia chilena. El emblema del partido consistía en un brazo musculoso sobre un fondo tricolor, que a su vez se encontraba sobre un dibujo que representaba el cielo con una estrella solitaria, la cordillera y el mar.
El uniforme del militante, estaba compuesto por una camisa gris oscuro, al que se le sumaba una corbata y sombrero militar de igual color. De este último, prendía una piocha, donde se distinguía el brazo musculoso del trabajador. Esta indumentaria era complementada con un terciado café oscuro, cuyo cinturón presentaba una hebilla de forma circular, cuyo centro contenía un rayo similar al de la bandera de la organización.

### Propaganda y medios de difusión
En defensa y difusión de lineamientos programáticos el partido publicó, una página los días martes y sábados en el diario de la tarde de El Imparcial. Más adelante publicó un periódico propio que se llamó Trabajo (1933) y la revista Acción Chilena (1934), siendo esta última dirigida por Keller. Tuvo una radio oficial, que se llamó la Radio Difusión Santa Lucía.

### Participación en elecciones e influencia

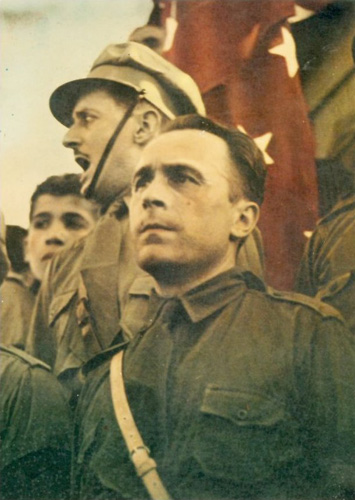
Jorge González von Marées, jefe del movimiento c. 1939.

A poco de ser fundado, este grupo logró penetrar en sindicatos, además de grupos de las clases media y alta de Chile, contando en 1935 con más de 20 000 militantes a lo largo del país, principalmente en las grandes ciudades y en el sur de Chile, y con importante presencia en federaciones estudiantiles universitarias, llegando incluso a ocupar la presidencia de la FECH. Asimismo, el MNS encontró inicialmente apoyó en la comunidad alemana residente en Chile y en la comunidad germanodescendiente, aunque con el tiempo este vínculo se disipa en la medida que el partido transita hacia posiciones ideológicas propias del nacionalismo chileno, llegando a cuestionar la no asimilación de las colonias dentro de la nacionalidad chilena.
Participó sin éxito en las parlamentarias de 1932 y en las elecciones municipales de 1935. En las elecciones parlamentarias de 1937 logró elegir a tres diputados: Jorge González von Marées por Santiago, Fernando Guarello Fitz-Henry por Valparaíso y Gustavo Vargas Molinare por Temuco. En cambio, Carlos Keller fue derrotado en su postulación por Osorno. Obtuvieron en total 14 564 votos a nivel nacional.
Pese al rechazo que generaron en el Congreso Nacional y al pronto desafuero de González, los nacistas participaron activamente en algunos proyectos de ley como la creación de lo que sería la Corporación de Fomento de la Producción (Corfo), un impuesto extraordinario a las empresas estadounidenses encargadas de extraer cobre en Chile, el derecho para el voto femenino, la suspensión del pago de la deuda externa y la creación de la zona económica exclusiva en el océano Pacífico.
El MNS obtuvo 29 regidores en las elecciones municipales de 1938. Ese mismo año, y junto con otras agrupaciones, el MNS formó la Alianza Popular Libertadora (APL), liderada por el general Carlos Ibáñez del Campo, quien se convirtió en el candidato presidencial a las elecciones de 1938. El 4 de septiembre de dicho año se realizó «La marcha de la victoria», una de las más grandes concentraciones de personas de la época, aglomerando alrededor de 100 000.

### La «Matanza del Seguro Obrero» y giro al socialismo

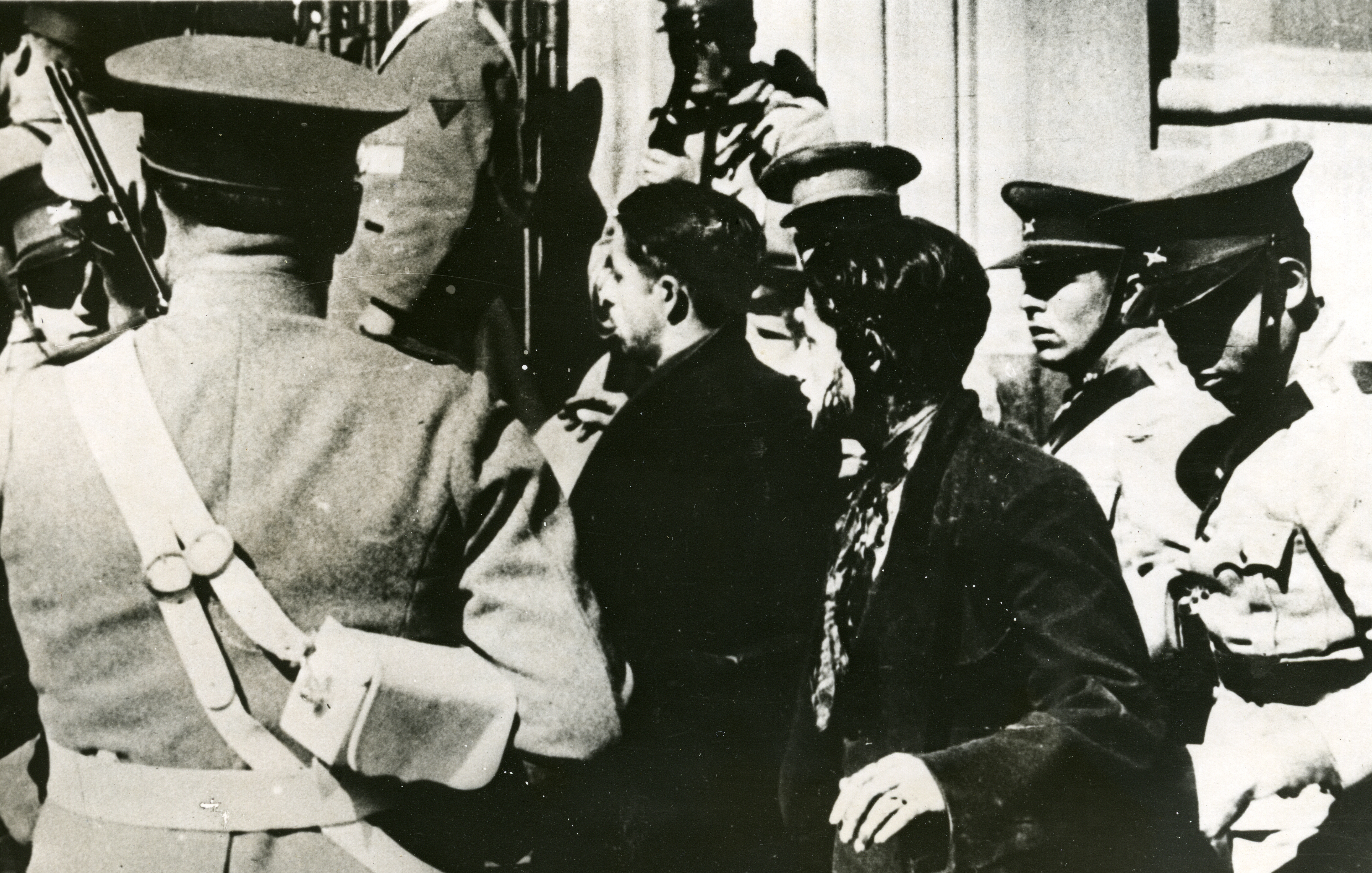
Miembros del MNS llevados por Carabineros al edificio del Seguro Obrero, donde fueron asesinados (5 de septiembre de 1938).

Al día siguiente de la «La marcha de la victoria», el 5 de septiembre de 1938, cerca de 60 jóvenes armados del MNS tomaron la Caja del Seguro Obrero y la Casa Central de la Universidad de Chile para así presionar con un golpe de Estado que derrocaría al entonces presidente Arturo Alessandri Palma e impusiera al general Ibáñez en el poder. El golpe fue frustrado y los nacistas depusieron las armas bajo la promesa de que se respetarían sus vidas; sin embargo, fueron fusilados. El hecho provocó una conmoción pública y González se entregó a Carabineros reconociendo, por medio de una carta, la autoría de los hechos:

A los miembros del Movimiento Nacional-socialista, que con tanto fervor y abnegación me siguieron incondicionalmente durante varios años y que con estoicismo ejemplar afrontaron la lucha cobarde y ruin con que nuestros adversarios pretendieron aniquilarnos, les expreso mi más honda gratitud por la fe y la confianza jamás desmentidas que supieron demostrarme, y si hoy se sienten ellos defraudados por mi actuación, les ruego crean que soy sincero al decirles que en todo momento hice lo humanamente posible por mantener incólumes nuestros ideales y conducirlos al triunfo.
Fragmento de carta escrita por Jorge González von Marées (El Diario Ilustrado, Santiago de Chile, 8 de septiembre de 1938).

González fue detenido; el hecho provocó el repudio de la opinión pública, que culpó al gobierno y al presidente Alessandri de la masacre. Los miembros de la Alianza Popular Libertadora decidieron quitar de la candidatura a Ibáñez y en desquite contra el gobierno apoyaron al candidato rival Pedro Aguirre Cerda, del Frente Popular (FP), quien venció al oficialista Gustavo Ross Santa María por un estrecho margen, atribuido generalmente a los votos nacistas.
En enero de 1939, el Movimiento Nacional-Socialista de Chile pasó a llamarse Vanguardia Popular Socialista (VPS). Sin embargo, el cambio provocó que la gran mayoría de los militantes abandonaran el partido producto de su izquierdización, que implicaba la traición a sus principios fundamentales, lo que, unido al declive del nacismo chileno, erróneamente homologado al nazismo alemán tras el comienzo de la Segunda Guerra Mundial, provocó la disolución del VPS en 1942. Además, del movimiento se desprendió un segundo grupo, el Partido Nacional Fascista (PNF), dirigido por Raúl Olivares y Osvaldo Gatica.
Una pequeña facción del MNS, bajo el liderazgo de Carlos Keller, se mantuvo en activo hasta 1941.

## Ideología

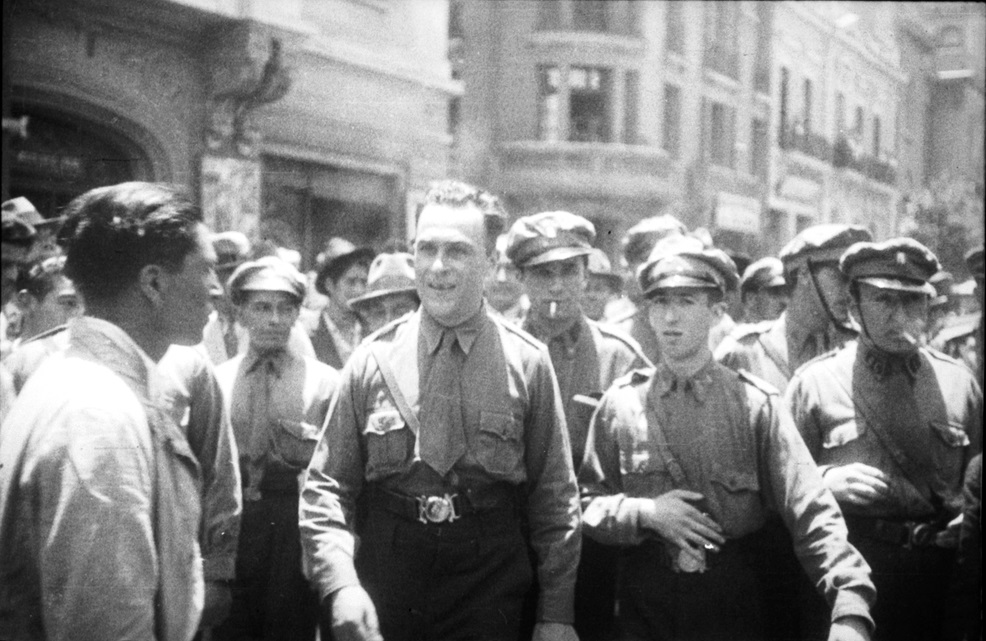
Jorge González Von Marées (al centro) con miembros de la Vanguardia Popular Socialista (1940).

Su ideología se basaba en las doctrinas nacional-corporativistas del NSDAP alemán —con la diferencia de no aceptar el racismo propio de las ideas de Adolf Hitler, puesto que para Jorge González von Marées era el «equivalente materialista de la lucha de clases impulsada por el marxismo y el consumismo capitalista»—, el fascismo italiano y la concepción ideológica portaliana.
En sus inicios, el partido mostró una actitud germanófila y fue fuertemente influenciado por las ideologías del nacionalsocialismo alemán, haciendo hincapié en el antisemitismo. Esto se evidenció en la prensa del movimiento —la cual fue subvencionada con publicidad de firmas alemanas y descendientes de alemanes asentados en Chile—, que se alineó con la Alemania nazi y apoyó las políticas racistas y antisemitas de Adolf Hitler. A pesar de esto, y a diferencia del nazismo alemán, el antisemitismo no fue una ideología dominante dentro del discurso del MNS. Posteriormente, estas ideas racistas y antisemitas fueron eliminadas por González. Según Carlos Keller, el MNS estaba originalmente interesado en aplicar el programa original del NSDAP, el cual fue traducido al español por Francisco Javier Díaz —uno de los cofundadores del MNS—. El Völkischer Beobachter, el periódico del NSDAP, incluso llegó a elogiar a Díaz, destacando sus lazos personales y profesionales con Alemania y su dedicación por establecer la ideología nacionalsocialista en Chile. El MNS entabló estrechas relaciones con Alemania en su momento, recibiendo apoyo financiero y armamentístico por parte del gobierno alemán.

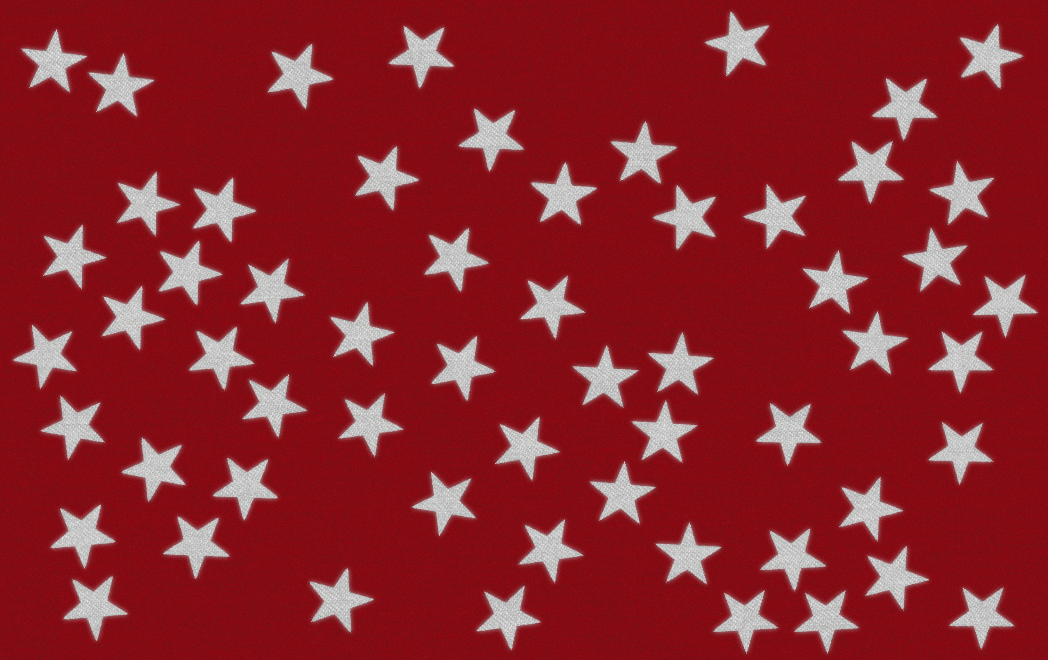
Bandera de la VPS, partido que Von Mareés fundó después de la Matanza del Seguro Obrero.

Opuesto al marxismo y al capitalismo transnacional, el MNS consideraba al trabajo como valor fundamental del ser humano. El partido también se definió como antiliberal, antiparlamentarista, antiimperialista, y socialista no marxista. Abogaba por la formación de un Estado basado en el unipartidismo, el autoritarismo, el orden, la jerarquía y la justicia social, y por la unión de las clases sociales en vez de la lucha de clases. El partido abogaba por la expulsión de los comunistas y los extranjeros del país. En temas valóricos, como el rol de género, el MNS defendió posiciones conservadoras. Por ejemplo, el MNS definió el rol de la mujer basado en su destino biológico de ser esposas y madres. Cabe destacar que el MNS contó con una considerable membresía femenina, mientras que estaba liderado por hombres.

No es correcto situarlo sin más en el campo de los partidos de derecha. Por de pronto, sus contemporáneos no lo consideraban como tal, y este mismo se definía como de izquierda [...] Rechazaban el capitalismo y el comunismo; se definían como socialistas —porque le otorgaban primacía al Estado por sobre el individuo—, como nacionalistas y como corporativistas, pues aspiraban a reemplazar a los partidos políticos por corporaciones que estarían bajo la tuición de un Estado poderoso.
Sofía Correa, Con las riendas del poder: La derecha chilena en el siglo XX, página 59.

Sin embargo, en marzo de 1938, González se distanció del fascismo, desacreditó las políticas de la Alemania nazi y atacó tanto a la comunidad alemana residente en Chile como a los chilenos de origen alemán. Además, González se tornó contrario al nacionalsocialismo, calificando su presencia en Chile como una «penetración de pensamientos hitleristas en las colonias alemanas en Sudamérica»; de hecho, miembros germanodescendientes del movimiento fueron expulsados debido a su identificación con el nacionalsocialismo alemán.

Esta situación se ha agravado desde hace 5 años por causa de la propaganda hitlerista y de la extensión de organizaciones hitleristas en nuestros países.
Jorge González von Marées.

González también declaró que había sido un error de su parte nombrar a su movimiento «nacional-socialista», y el partido declaró que el nombre había sido escogido como un intento de aprovechar el éxito que el nacionalsocialismo tenía entonces en Europa. González, quien inicialmente se había declarado antisemita, se alejó de esta ideología. El NSDAP/AO, organización internacional del NSDAP alemán, abandonó el contacto inicial que había establecido con el MNS y criticó al partido por su poco compromiso con el antisemitismo. Este alejamiento del fascismo y del nacionalsocialismo por parte de González desembocó en 1939 en la creación de la Vanguardia Popular Socialista (VPS), que el propio González definió como una colectividad antifascista.
Pese a este giro ideológico, algunos nazis, como Miguel Serrano, continuaron apoyando las ideas de Adolf Hitler. Posteriormente, los antiguos miembros del MNS que siguieron identificándose con el fascismo se aglutinaron en el Partido Nacional Fascista (PNF).

## Resultados electorales

### Elecciones municipales
|  | 1,8 % |

|  | 4,63 % |

### Elecciones parlamentarias
|  | 0,29 % |

|  | 3,50 % |

|  | 2,01 % |